# 정지 (못)

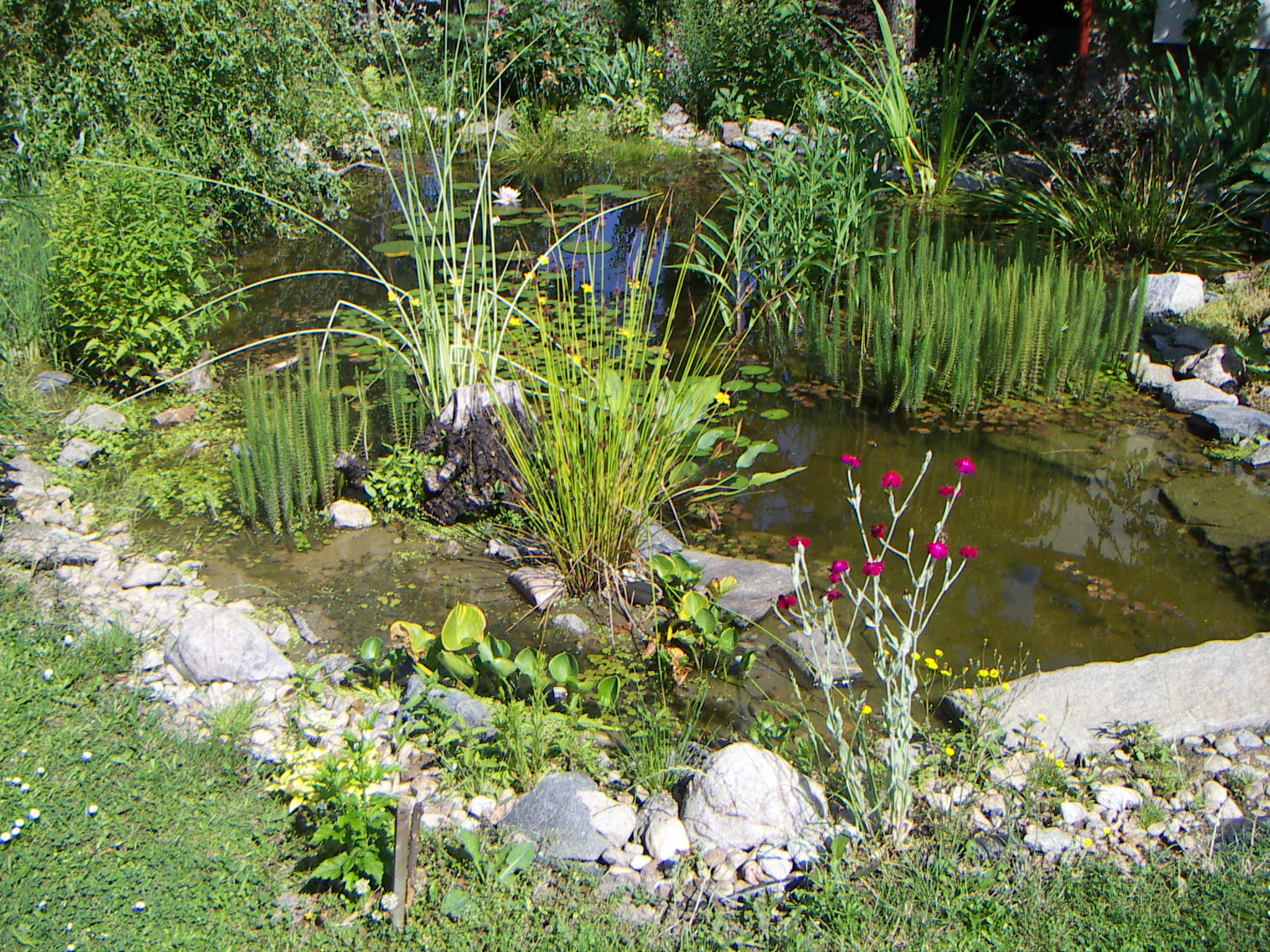
정지의 모습

정지(庭池)는 일반적으로 미적 목적, 야생 동물 서식지 제공 또는 수영을 위해 수생정원 또는 설계된 조경에 건설된 물 기능이다.

## 서식지
정지는 훌륭한 야생동물 서식지가 될 수 있으며 담수 야생동물 보호에 기여할 수 있다. 무척추동물(잠자리, 물벌레 등)과 양서류(개구리, 두꺼비), 거북, 물새 등 식충성 척추동물은 새로운 연못에 빠르게 서식할 수 있다. 관상어는 또한 미관과 조류 통제는 물론 모기 유충 침입에 대한 해충 통제를 제공하기 위해 더 큰 연못에 자주 방류된다.
정지 소유자는 정지가 복제해내는 작은 수역의 생태에 대해 독창적이고 귀중한 관찰을 많이 할 수 있는 잠재력을 가지고 있다.

## 같이 보기
- 비오톱
- 수생정원